# Cool Kids
Cool Kids (englisch für ‚Coole Kinder‘) ist ein Lied der US-amerikanischen Indie-Pop-Band Echosmith aus dem Jahr 2013. Das Stück ist die erste Singleauskopplung aus ihrem Debütalbum Talking Dreams.

## Entstehung und Artwork
Geschrieben wurde das Lied von Jeffery David, Jesiah Dzwonek und allen Echosmith-Mitgliedern. Produziert wurde die Single von Mike Elizondo, unter der Mithilfe von Rob Cavallo. Die Abmischung erfolgte durch Mix LA in Los Angeles, unter der Leitung von Chris Lord-Alge. Gemastert wurde das Lied von Gateway Mastering & DVD in Portland, Maine, unter der Leitung von Chris Bellman und Bob Ludwig. Programmiert wurde das Stück von Mike Elizondo und Jamie Sierota. Arrangiert wurde die Single von Brent Arrowood und Adam Hawkins, unter Mithilfe von Jeffery David, Andrew Law, Doug McKean, Ryan Peterson, Tom Rasulo, Jamie Sierota und Chris Sporleder. Das Lied wurde unter dem Musiklabel Warner Music Group veröffentlicht und durch Cranberry Road Publishing, Echosmith Songs, Reach Music, Inc. und Warner/Chappell veröffentlicht. Die Aufnahmen fanden in den kalifornischen Tonstudios Can-Am Recorders in Tarzana und den Lightning Sound Studios in Hidden Hills statt. Weiter wurden Echosmith von Frank Maddocks und Norman Wonderly als Creative Directors unterstützt.
Zu Cool Kids erschienen insgesamt drei verschiedene Coverbilder. Das erste wurde im iTunes Store veröffentlicht und zeigte die Band vor dem Hintergrund einer Skyline im Sonnenuntergang. Auf einer Maxi-Single sind – neben Künstlernamen und Liedtitel – Echosmith, auf einer blauen Ledercouch sitzend, zu sehen. Auf einer Vinylplatte sind Echosmith in schwarz gekleidet, vor einem schwarzen Hintergrund stehend, zu sehen. Letzteres Coverbild wurde von Nicole Nodland geschossen und von Donny Phillips designt.

## Veröffentlichung und Promotion
Die Erstveröffentlichung von Cool Kids erfolgte am 4. Juni 2013 als kostenloser Download auf der Bandhomepage. Die Singleveröffentlichung erfolgte am 8. Oktober 2013 als digitale Veröffentlichung über iTunes. Im Zuge des Record Store Day wurde am 28. November 2014 eine 12″-Vinylplatte zu Cool Kids veröffentlicht. Diese war auf 3.000 Exemplare limitiert und beinhaltete neben der Radioversion eine zuvor unveröffentlichte Remixversion von Tegan and Sara als B-Seite. Diese Remixversion wurde am 2. Dezember 2014 als Download veröffentlicht. Am 19. Dezember 2014 wurde Cool Kids erstmals als physische Maxi-Single in Deutschland, Österreich und der Schweiz veröffentlicht. Hierbei handelt es sich um eine Zwei-Track-Single, die neben der Radioversion eine Akustikversion des Liedes beinhaltet.
Um das Lied zu bewerben, veröffentlichten Echosmith Cool Kids zunächst zum kostenlosen Download. Anfang Oktober 2013 wurde das Lied zur „Single of the Week“ bei iTunes gewählt. Im Laufe des Jahres 2014 folgten in den Vereinigten Staaten Liveauftritte in den TV-Shows The Next Star, Today Show und The Ellen DeGeneres Show. In Deutschland ist Cool Kids der aktuelle Werbesong des Fernsehsender VOX, wodurch sie in jeder Werbeunterbrechung, einem Werbeclip, in dem die Show-Highlights des Monats Januar präsentiert werden, zu hören sind.

## Inhalt
Der Liedtext zu Cool Kids ist in englischer Sprache verfasst, auf Deutsch übersetzt bedeutet der Titel „Coole Kinder“. Die Musik und der Text wurden gemeinsam von Jeffery David, Jesiah Dzwonek und allen Echosmith-Mitgliedern verfasst. Musikalisch bewegt sich das Lied im Bereich des Indie-Pops. Gesungen wird das Lied hauptsächlich von Sydney Sierota, im Hintergrund ist die Stimme von Jamie Sierota zu hören. An den Instrumenten sind Mike Elizondo am Keyboard, Graham Sierota am Schlagzeug, Jamie Sierota an der Gitarre und dem Keyboard und Noah Sierota am Bass zu hören.
| “And she says, I wish that I could be like the cool kids, cus all the cool kids, they seem to fit in. I wish that I could be like the cool kids, like the cool kids. I wish that I could be like the cool kids, cus all the cool kids, they seem to get it. I wish that I could be like the cool kids, like the cool Kids.” – Refrain, Originalauszug | „Und sie sagt, ich wünschte, ich könnte wie die coolen Kids sein, denn all die coolen Kids scheinen hineinzupassen. Ich wünschte, ich könnte wie die coolen Kids sein, wie die coolen Kids. ich wünschte, ich könnte wie die coolen Kids sein, denn all die coolen Kids scheinen alles zu bekommen. Ich wünschte, ich könnte wie die coolen Kids sein, wie die coolen Kids.“ – Refrain, deutsche Übersetzung von Warner Music |

In Cool Kids geht es um die Geschichte von einem Jungen und einem Mädchen, die beachtet werden wollen. Der erste Refrain wird aus der Sicht des Mädchens („And she says“), der zweite aus der Sicht des Jungen („And he says“) und der letzte aus beider Sicht („And they said“) besungen. Jamie beschrieb bei Radio.com das Lied wie folgt: „This cry to be like the cool Kids … it’s something that everyone kind of goes through whether you want to act like it or not. There’s always somebody out there that you kind of wish, ‘If only I could do this, or do that’. I think that’s why it connects with people so well.“ („Dieser Schrei um wie die coolen Kids sein … das ist etwas, wo jeder durch geht, ob man es mag oder nicht. Es gibt immer jemanden, der so ist wie man sein will, ob man so werden kann oder nicht. Ich glaube, das ist es, wieso es so gut bei den Menschen ankommt.“)

## Musikvideo
Das Musikvideo zu Cool Kids wurde in Los Angeles gedreht und feierte am 20. Juni 2013 auf altpress.com seine Premiere. Das Video lässt sich in zwei Abschnitte unterteilen. Zum einen ist eine Gruppe von fünf Jugendlichen zu sehen, die sich durch die Landschaft um Los Angeles bewegen und unter anderem zusammen in einem See baden gehen. Zum anderen sind immer wieder Echosmith zu sehen, die in einer Art Kaminzimmer das Lied spielen. Die Gesamtlänge des Videos beträgt 3:59 Minuten. Regie führte Gus Black. Bis Januar 2024 zählte das Video über 49 Millionen Aufrufe auf der Videoplattform YouTube.
Am 24. November 2014 veröffentlichten Warner Music ein zweites Musikvideo für den deutschsprachigen Raum. Dabei handelt es sich um ein Lyrikvideo mit der deutschen Übersetzung des Liedes. Zwischendurch sind Echosmith zu sehen, die das Lied vor einer weißen Leinwand, zusammen mit tanzenden Jugendlichen, spielen (im selben Outfit, das sie auf dem Coverbild der Maxi-Single tragen).

## Mitwirkende
| Liedproduktion - Brent Arrowood: Arrangement - Chris Bellman: Mastering - Rob Cavallo: Musikproduzent (Additional Producer) - Jeffery David: Arrangement (Assistent), Komponist, Liedtexter - Jesiah Dzwonek: Komponist - Mike Elizondo: Keyboard, Musikproduzent, Programmierung - Adam Hawkins: Arrangement - Andrew Law: Arrangement (Assistent) - Chris Lord-Alge: Abmischung - Bob Ludwig: Mastering - Doug McKean: Arrangement (Assistent) - Ryan Peterson: Arrangement (Assistent) - Tom Rasulo: Arrangement (Assistent) - Graham Sierota: Komponist, Liedtexter, Schlagzeug - Jamie Sierota: Arrangement (Assistent), Gitarre, Hintergrundgesang, Keyboard, Komponist, Liedtexter, Programmierung - Noah Sierota: Bass, Komponist, Liedtexter - Sydney Sierota: Gesang, Komponist, Liedtexter - Chris Sporleder: Arrangement (Assistent) | Artwork - Gus Black: Kameramann, Regisseur (Musikvideo) - Chris Klosterman: Kameramann (Musikvideo) - Frank Maddocks: Creative Director - Nicole Nodland: Fotograf (Coverbild) - Donny Phillips: Artwork (Coverbild) - Shannon Riggs: Filmproduzent - Needham B. Smith: Kameraassistent (Musikvideo) - Norman Wonderly: Creative Director Unternehmen - Can-Am Recorders: Tonstudio - Cranberry Road Publishing: Verlag - Echosmith Songs: Verlag - Gateway Mastering & DVD: Mastering - Lightning Sound Studios: Tonstudio - Mix LA: Abmischung - Reach Music, Inc.: Verlag - Warner Music Group: Musiklabel, Verlag |

## Rezensionen
Patrick Griffin vom Sound and Motion Magazine bewertete das Lied positiv. Er sagte: „It’s a breezy effervescent song about this teens, a boy and a girl respectively who are feeling quite insecure and just long to fit into the “cool” crowd. The track is very infectious the synth melody and light strummed guitars just fill out the nice atmosphere of the track well. Sydney Sierota‘s wispy vocals gives the track a kind of whimsical feel as the track sparks feelings of a more innocent time when fitting in was something that actually mattered. Sure the lyrics aren’t too thought provoking but this track is just very catchy and that’s cause enough to give this track a listen especially if you’re into indie pop.
Daniel Bromfield vom E Daily Emerald vergab eine negative Beurteilung. Er sagte: „The album’s biggest lyrical tragedy would have to be “Cool Kids,” which might have been the album’s best song if not for its cringe-worthy chorus of “I wish that I could be like the cool kids/Because all the cool kids seem to fit in.” In addition to giving Snoop Lion’s “Take care of mother earth because she be the planet” a run for its money for the year’s most redundant couplet, it’s a terribly ironic line. Echosmith has already fit in. But the cool kids are the ones that came before them, and Echosmith merely follow in their wake, trying to look and talk and think exactly like them. They only fit in because it’s what everyone else in their social current does.“
Markos Papadatos vom Digital Journal vergab 4,5/5 Punkten und beurteilte das Stück als Sommerhymne und den folgenden Worten: „Sydney’s lead vocals are lilting and reminiscent of Taylor Swift and Ellie Goulding, while her brother, Jamie, delivers on guitar and brother, Noah, rocks the bass, both accompanying her on back vocals. Papadatos noted Graham’s drum playing is addicting, which enhances the song sonically. The critic also mentioned Echosmith deserves praise for their catchy melodies and distinct sound.“

## Kommerzieller Erfolg

### Chartplatzierungen
Cool Kids erreichte in Deutschland Position acht der Singlecharts und konnte sich insgesamt drei Wochen in den Top 10 und 22 Wochen in den Charts halten. In Österreich erreichte die Single Position fünf und konnte sich insgesamt zwei Wochen in den Top 10 und 20 Wochen in den Charts halten. In der Schweiz erreichte die Single Position neun und konnte sich insgesamt eine Woche in den Top 10 und 19 Wochen in den Charts halten. Im Vereinigten Königreich erreichte die Single in 19 Chartwochen Position 17 der Charts. In den Vereinigten Staaten erreichte die Single in 23 Chartwochen Position 13. Cool Kids platzierte sich in den US-amerikanischen Single-Jahrescharts von 2014 auf Position 59. 2015 platzierte sich Cool Kids in den deutschen Single-Jahrescharts auf Position 63, sowie auf Position 59 in Österreich und auf Position 65 in der Schweiz. Für Echosmith ist es weltweit der erste Charterfolg in den Singlecharts.
| ChartsChartplatzierungen       | Höchstplatzierung | Wochen |
| ------------------------------ | ----------------- | ------ |
| Deutschland (GfK)              | 8 (22 Wo.)        | 22     |
| Österreich (Ö3)                | 5 (20 Wo.)        | 20     |
| Schweiz (IFPI)                 | 9 (19 Wo.)        | 19     |
| Vereinigte Staaten (Billboard) | 13 (23 Wo.)       | 23     |
| Vereinigtes Königreich (OCC)   | 17 (19 Wo.)       | 19     |

| ChartsJahrescharts (2014)      | Platzierung |
| ------------------------------ | ----------- |
| Vereinigte Staaten (Billboard) | 59          |

| ChartsJahrescharts (2015) | Platzierung |
| ------------------------- | ----------- |
| Deutschland (GfK)         | 63          |
| Österreich (Ö3)           | 59          |
| Schweiz (IFPI)            | 65          |

### Auszeichnungen für Musikverkäufe
Cool Kids wurde weltweit insgesamt mit vier Mal Gold und 13 Mal Platin ausgezeichnet. Damit wurde die Single für mehr als fünf Millionen verkaufter Einheiten ausgezeichnet.
| Land/Region                  | Auszeichnungen für Musikverkäufe (Land/Region, Auszeichnung, Verkäufe) | Verkäufe  |
| ---------------------------- | ---------------------------------------------------------------------- | --------- |
| Australien (ARIA)            | 2× Platin                                                              | 140.000   |
| Dänemark (IFPI)              | Platin                                                                 | 60.000    |
| Deutschland (BVMI)           | Gold                                                                   | 200.000   |
| Italien (FIMI)               | Platin                                                                 | 30.000    |
| Kanada (MC)                  | Platin                                                                 | 80.000    |
| Neuseeland (RMNZ)            | Platin                                                                 | 15.000    |
| Norwegen (IFPI)              | 2× Platin                                                              | 20.000    |
| Schweden (IFPI)              | Platin                                                                 | 40.000    |
| Schweiz (IFPI)               | Gold                                                                   | 15.000    |
| Spanien (Promusicae)         | Gold                                                                   | 20.000    |
| Vereinigte Staaten (RIAA)    | 4× Platin                                                              | 4.000.000 |
| Vereinigtes Königreich (BPI) | Gold                                                                   | 400.000   |
| Insgesamt                    | 4× Gold · 13× Platin ·                                                 | 5.020.000 |

## Coverversionen
- 2014: Sofia Karlberg[33]
- 2014: Ashlund Jade[34]